# 海洋地質学

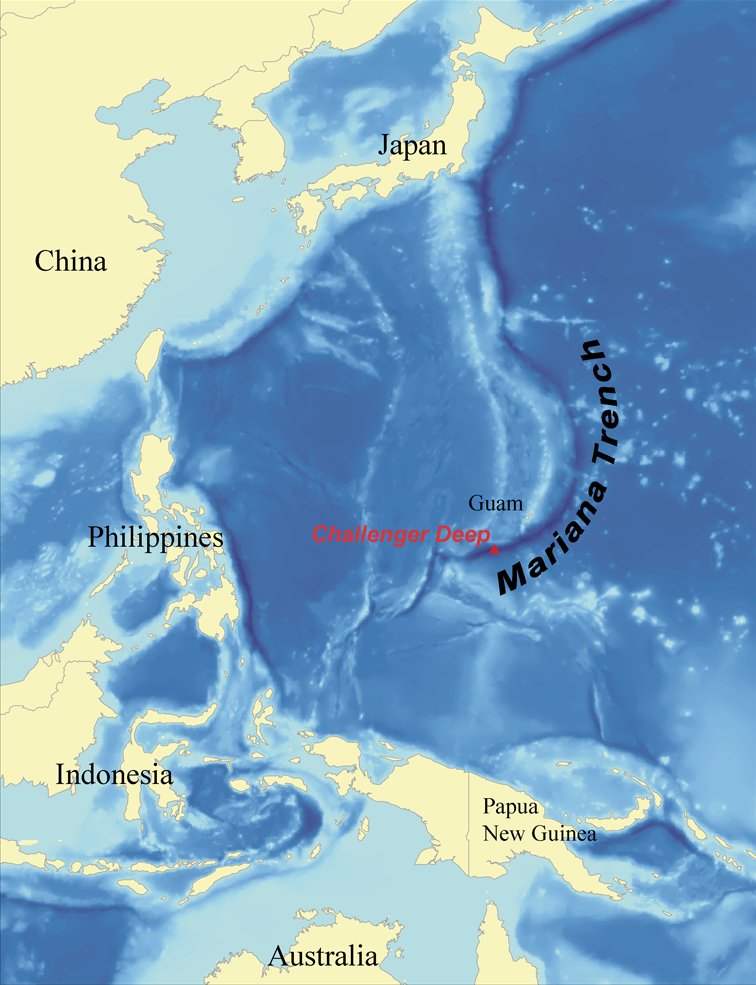
プレートの境界線でできた海溝

海洋地質学（かいようちしつがく、英語：marine geology）は海底の地質を研究対象とする、地質学の一分野である。地球表面の約70％は海域でありながら古い地質学にとっては、沿岸の浅瀬を除いては、海底の地質はほとんど研究の対象とならなかった。このことは、ひとつには海底の地質を調べる技術的困難が原因になっていたからであり、もうひとつには海底の地質構造がかなり単一なものであるとみなされていたからである。しかし、最近では海底を調査するための技術が非常に発達し、調査結果により海底の地質構造、および地殻構造は必ずしも単純なものでないことが明らかになってきたことなどによって、海洋地質学は目覚しい発展を遂げている。海洋地質学は、地質学を中心にして地球物理学、地球科学、生物学、天文学などの諸分野と関連を持つ総合科学である。なお、海洋地質学の同義語として海底地質学（Submarine geology）という言葉が用いられることがある。

## 海洋地質学のはじまり
海洋地質学は大西洋の深海堆積物の研究からはじまったといえる。19世紀中ごろ、新大陸の発展に伴い、ヨーロッパと北米との通信関連が非常に重要になってくると、海底電線の敷設工事や修理工事が盛んになった。そのため、海底地形の詳しい調査が必要になり、また海底堆積物の性質を明らかにする必要があった。このような産業上の要請にこたえて、ケルビン式測深器やブルーク式採泥器などが作られ、海底の地質が研究されていった。

## 海洋地質学の分野
- 海底堆積学
- 海底層序学
  - 海底古生物学
  - 海底古気候学
- 海底地形学
- 海底構造地質学
- 海底鉱物学
- 海底応用地質学